# Katrin Loo
Katrin Loo (Tallinn, 2 gennaio 1991) è una calciatrice estone, attaccante del Flora Tallinn e della nazionale estone.

## Carriera

### Nazionale
Loo inizia ad essere convocata dalla federazione calcistica dell'Estonia (Eesti Jalgpalli Liit - EJL) dal 2007, facendo il suo debutto con la nazionale estone appena sedicenne il 26 maggio di quell'anno, a Šiauliai, in occasione della Coppa del Baltico femminile, partendo titolare nell'incontro vinto in trasferta 4-0 sulle avversarie della Lettonia In seguito continua ad essere convocata con la nazionale maggiore, sporadicamente fino al 2008 e con regolarità dal 2009, anno in cui marca cinque presenze anche con la formazione Under-19.
Da allora partecipa a tutte le fasi di qualificazione agli Europei e Mondiali della sua nazionale, senza mai approdare ad alcuna fase finale, andando a segno per la prima volta il 14 maggio 2009, siglando al 76' la rete che fissa sul 2-1 l'incontro vinto sul Kazakistan, raggiungendo il traguardo delle 100 presenze il 14 giugno 2019, nell'incontro vinto dalla Lituania 3-0.

## Palmarès

### Club

#### Competizioni nazionali
- Campionato estone femminile: 1

Flora Tallinn: 2018
- Coppa d'Estonia femminile: 4

Flora Tallinn: 2007, 2008, 2018, 2019
- Supercoppa d'Estonia femminile: 1

Flora Tallinn: 2019

### Individuale
- Capocannoniere della Naiste Meistriliiga: 2

2007 (30 reti), 2018 (29 reti)